# Klejek alpejski

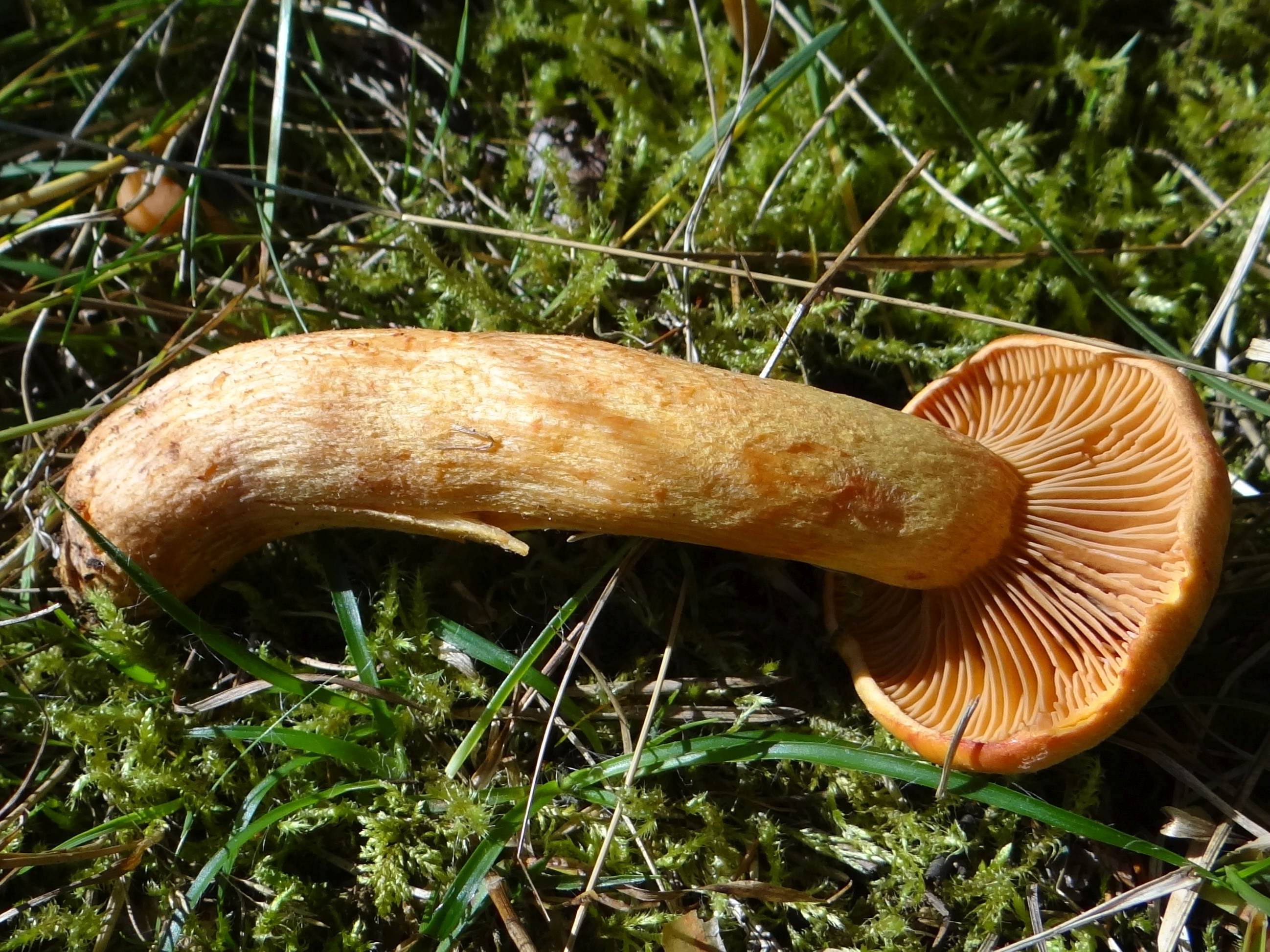
Młody owocnik

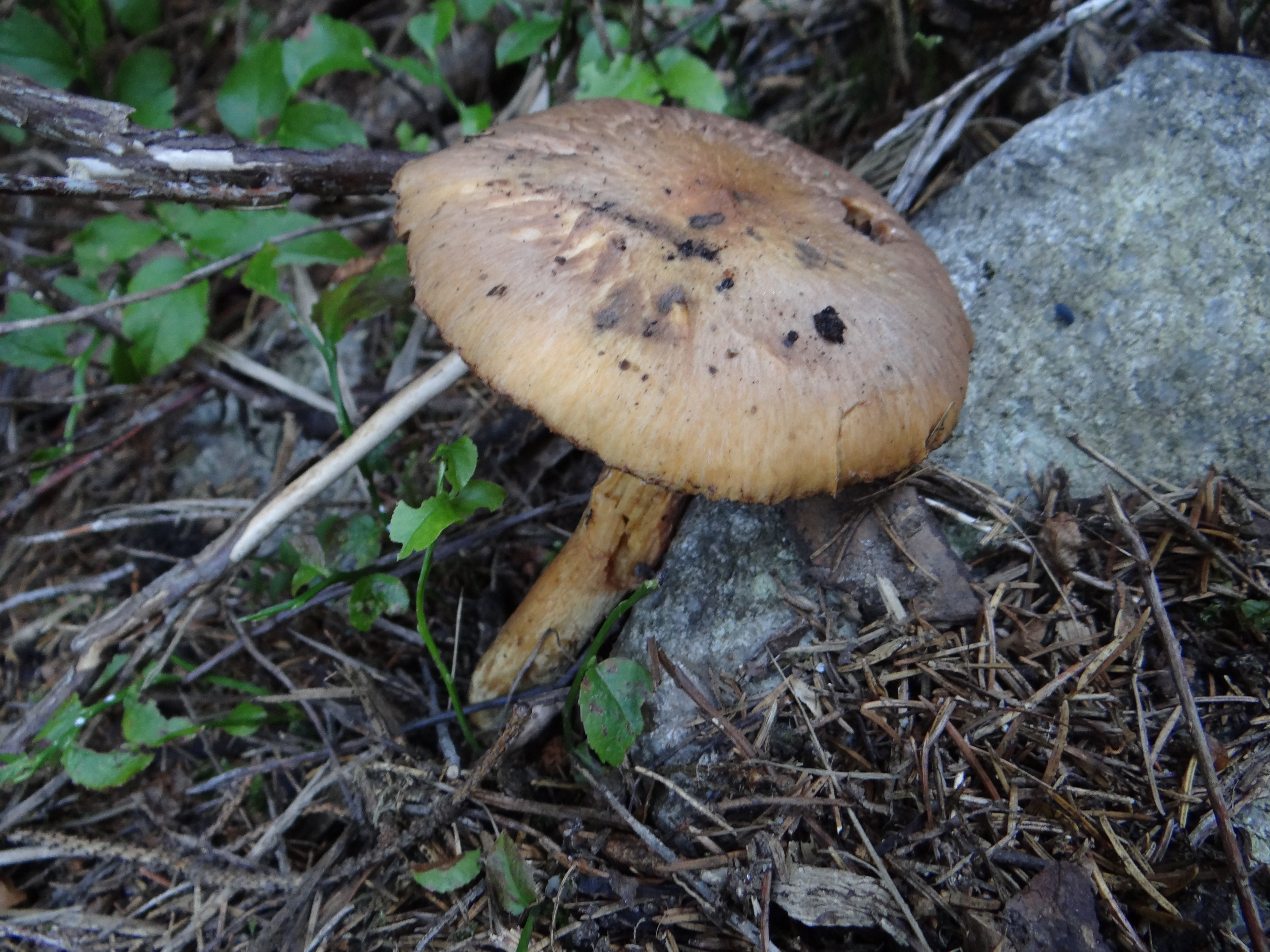
Starszy owocnik

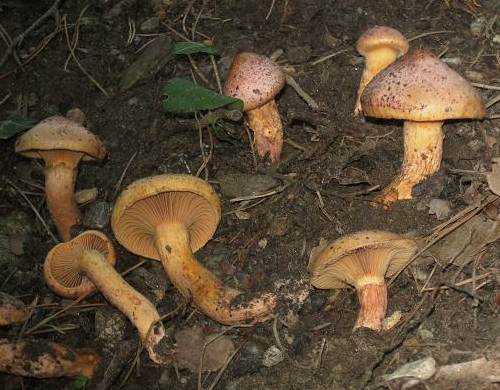

Klejek alpejski (Chroogomphus helveticus (Singer) M.M. Moser – gatunek grzybów z rodziny klejówkowatych (Gomphidiaceae).

## Systematyka i nazewnictwo
Pozycja w klasyfikacji według Index Fungorum: Chroogomphus, Gomphidiaceae, Boletales, Agaricomycetidae, Agaricomycetes, Agaricomycotina, Basidiomycota, Fungi.
Po raz pierwszy takson ten zdiagnozował w 1770 r. R. Singer nadając mu nazwę Gomphidius helveticus. Obecną, uznaną przez Index Fungorum nazwę nadał mu w 1967 r. M.M. Moser, przenosząc go do rodzaju Chroogomphus.
Synonimy naukowe
- Chroogomphus helveticus (Singer) M.M. Moser 1967 subsp. helveticus
- Gomphidius helveticus Singer 1950
- Gomphidius helveticus Singer 1950 var. helveticus

Alina Skirgiełło w 1960 r. opisywała ten gatunek pod nazwą klejówka helwecka, w 1983 r. Barbara Gumińska i Władysław Wojewoda zmienili nazwę na klejek alpejski.

## Morfologia
Kapelusz
Średnicy od 4 do 8 cm. Za młodu półkulisty z tępym garbem i podwiniętym brzegiem, potem niskołukowaty, w końcu płaski lub wklęsły. Powierzchnia włóknisto-pilśniowa lub delikatnie łuskowata, matowa, w stanie suchym nie jest śliska. Barwa brązowopomarańczowa lub czerwonoochrowa z różowofioletowymi lub czerwonawymi odcieniami.
Blaszki
Zbiegające na trzon, rzadkie. U młodych owocników o barwie takiej samej jak kapelusz, u starszych od zarodników wybarwione ciemnosiwo lub czarniawo.
Trzon
Wysokość 5–8 cm, grubość do 1,5 cm, włóknisty, pełny. Barwa taka sama jak kapelusza, tylko przy podstawie żółtawa. Jest silnie związany z kapeluszem, nie da się od niego oddzielić.
Miąższ
W kapeluszu u młodych owocników bladopomarańczowy, u starszych winnoczerwony, w trzonie o barwie od żółtej do pomarańczowożółtej. Smak niewyraźny, zapach słaby.
Zarodniki
O rozmiarach 17–20 × 5–7 μm.

## Występowanie
Występuje w górach Europy (w Pirenejach, Alpach i Karpatach), oraz w Japonii.  W polskim piśmiennictwie naukowym podano jego stanowiska tylko w masywie Babiej Góry i w Tatrach. Znajduje się na Czerwonej liście roślin i grzybów Polski. Ma status E – gatunek zagrożony wymarciem, którego przeżycie jest mało prawdopodobne, jeśli nadal będą działać czynniki zagrożenia. Znajduje się na listach gatunków zagrożonych także w Austrii i Niemczech.
Rośnie w lasach iglastych, głównie pod świerkami, zwłaszcza na kwaśnym podłożu. Owocniki pojawiają się od lipca do października.

## Gatunki podobne
Od klejka czerwonawego (Chroogomphus rutilus) oraz od klejówek (Gomphidius) odróżnia się pomarańczowym odcieniem kapelusza i trzonu oraz pilśniowatym, nieśliskim kapeluszem.